# Neoplàsia endocrina múltiple
El terme neoplàsia endocrina múltiple (MEN de l'anglès Multiple endocrine neoplasia) engloba diversos síndromes diferents amb tumors de glàndules endocrines, cadascun amb el seu propi patró característic. En alguns casos, els tumors són malignes, en altres, benignes. Es produeixen tumors benignes o malignes de teixits no endocrins com a components d'alguns d'aquests síndromes tumorals.
Les síndromes MEN s'hereten com a trastorns autosòmics dominants.

## Comparança

Els percentatges de la taula següent es refereixen al percentatge de persones amb el tipus MEN que desenvolupen el tipus de neoplàsia.
| Característiques               | MEN 1                                                          | MEN 2              | MEN 2                                          | MEN 2                        |
| Característiques               | MEN 1                                                          | MEN 2A             | MEN 2B                                         | FMTC                         |
| ------------------------------ | -------------------------------------------------------------- | ------------------ | ---------------------------------------------- | ---------------------------- |
| Epònim                         | Síndrome de Wermer                                             | Síndrome de Sipple | Síndrome de Wagenmann–Froboese                 | (cap)                        |
| OMIM                           | 131100                                                         | 171400             | 162300                                         | 155240                       |
| Tumors pancreatics             | Gastrinoma (50%), Insulinoma (20%), VIPoma, Glucagonoma, PPoma | -                  | -                                              | -                            |
| Adenoma hipofisari             | 66%                                                            | -                  | -                                              | -                            |
| Angiofibroma                   | 64%*                                                           | -                  | -                                              | -                            |
| Lipoma                         | 17%*                                                           | -                  | -                                              | -                            |
| Hiperplàsia de paratiroide     | 90%                                                            | 50%                | -                                              | -                            |
| Carcinoma medul·lar de tiroide | -                                                              | 100%               | 85%                                            | 100%                         |
| Feocromocitoma                 | -                                                              | >33%               | 50%                                            | -                            |
| Trets corporals marfanoides    | -                                                              | -                  | 80%                                            | -                            |
| Neuroma mucós                  | -                                                              | -                  | 100%                                           | -                            |
| Gen (s)                        | MEN1 (131100)                                                  | RET (164761)       | RET (164761)                                   | RET (164761), NTRK1 (191315) |
| Prevalença aprox.              | 1 de 35,000 (1 de 20,000 a 1 de 40,000)                        | 1 de 40,000        | 1 de 1,000,000 (1 de 600,000 a 1 de 4,000,000) |                              |
| Descripció inicial (any)       | 1954                                                           | 1961               | 1965                                           |                              |

*- de pacients amb MEN1 i gastrinoma
FMTC = càncer medul·lar familiar de tiroide